# Edward Radzinski
Edward Stanisławowicz Radzinski, ros. Э́двард Станисла́вович Радзи́нский (ur. 23 września 1936 w Moskwie) – rosyjski dramaturg, autor programów telewizyjnych. Z wykształcenia historyk. Jego sztuki były wystawiane w wielu krajach. W okresie ZSRR, aż do czasów pierestrojki jego dzieła były na indeksie.
Radzinski jest synem adwokata pochodzenia żydowskiego, który był zwolennikiem rewolucji lutowej i demokratyzacji dawnej monarchii carskiej, oraz przeciwnikiem rządów bolszewickich, lecz po październiku nie opuścił kraju. Przed aresztowaniem w okresie stalinowskim chroniła go znajomość z Nikołajem Pawlenką. Ojciec podsunął synowi pomysł napisania biografii Stalina i jemu też jest ona dedykowana.

## Wybrane dzieła

### Książki historyczne
- Stalin (1997, polskie wydanie: Magnum)
- Kniażna Tarakanowa
- Ostatni car. Życie i śmierć Mikołaja II
- Rasputin
- Aleksander II. Ostatni wielki car
- Apokalipsa Koby. Wspomnienia przyjaciela Stalina (2014, polskie wydanie: Magnum)

### Dramaty
- Łunin
- Biesiedy s Sokratom
- Snimajetsia kino
- 104 stranicy pro liubow

### Programy telewizyjne
- Tajemnice historii
- Tajemnice Stalina